# バナナボート

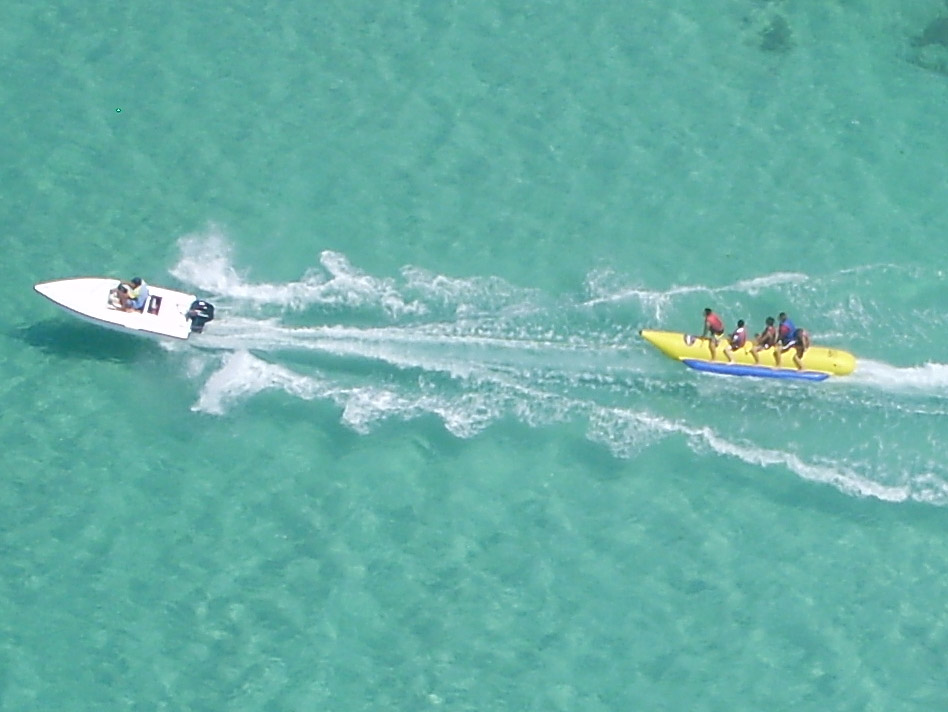
バナナボートの風景（キューバ,バラデロ。右側のイエローの船である。）

バナナボート（英: banana boat または water sled）は、バナナのような形をした無動力のインフレータブルボートであり、牽引用のレクリエーションボートである。一般的には4歳以上が対象年齢の目安とされる。
通常は3人乗りから10人乗りまである。大きいメインチューブに座り、ボートを安定させるため、メインチューブの外側に取り付けられた2つチューブに足を置くタイプのモデルなどがある。メインチューブはよく黄色に塗られていて、バナナのような形状をしている。2つのメインチューブを持つボートもある。乗っている間には、パワーボートの運転手は、鋭いターンをしてバナナボートを上下に揺らしてフリップさせようとする。バナナボートに乗る人は、自分の身の安全を守るためにライフジャケットを常に着用しなければならない。
バナナボートに乗る事は、水上スキーや水上を牽引するウォータースポーツよりも安全な娯楽として見なされ、チュービングに似ているとされる。しかし、近年バナナボートを含むトーイングチューブの事故が急増しており、運輸安全委員会が浮体曳航中の注意喚起を呼び掛けている。